# Gelasma balteata
Gelasma balteata là một loài bướm đêm trong họ Geometridae.